# Мельник Володимир Юрійович
Володимир Юрійович Мельник (21 липня 1980 , Харків, Харківська область, Українська РСР, СРСР ) — російський волейболіст українського походження, призер чемпіонату Європи.

## Життєпис
Почав займатися волейболом у десятому класі у харківській спортивній школі. Після закінчення школи поступив у поступив у Харківську юридичну академію. На другому курсі перевівся на юридичний факультет Бєлгородського державного університету, отримавши російське громадянство. Почав виступати за «Білогір'я» у 1998 році, декілька разів ставши чемпіоном Росії.
З 2005 року почав виступати за збірну Росії, з якою виграв срібло чемпіонату Європи та золото Євроліги.

## Титули та досягнення
За збірну
- Срібний призер чемпіонату Європи (2005)
- Переможець Євроліги (2005)

Клубні
- Чемпіон Росії (3): 2000, 2002, 2003
- Срібний призер чемпіонату Росії (1): 1999
- Бронзовий призер чемпіонату Росії (2): 2006, 2007
- Володар Кубку Росії (1): 1998
- Фіналіст Кубку Росії (1): 2005
- Бронзовий призер Кубку Росії (2): 2004, 2006
- Переможець Ліги чемпіонів (1): 2003
- Фіналіст Ліги чемпіонів (1): 2004
- Фіналіст Кубку Європейських конфедерацій (2): 2002, 2006
- Фіналіст Клубного чемпыонату свыту (1): 2016